# Margarethenklus

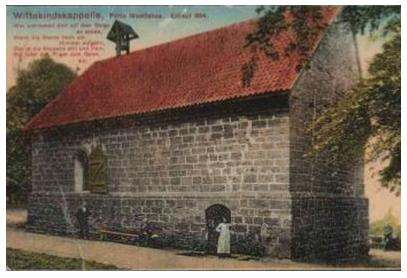
Die Magarethenkapelle, damals noch Wittekindskapelle 1919

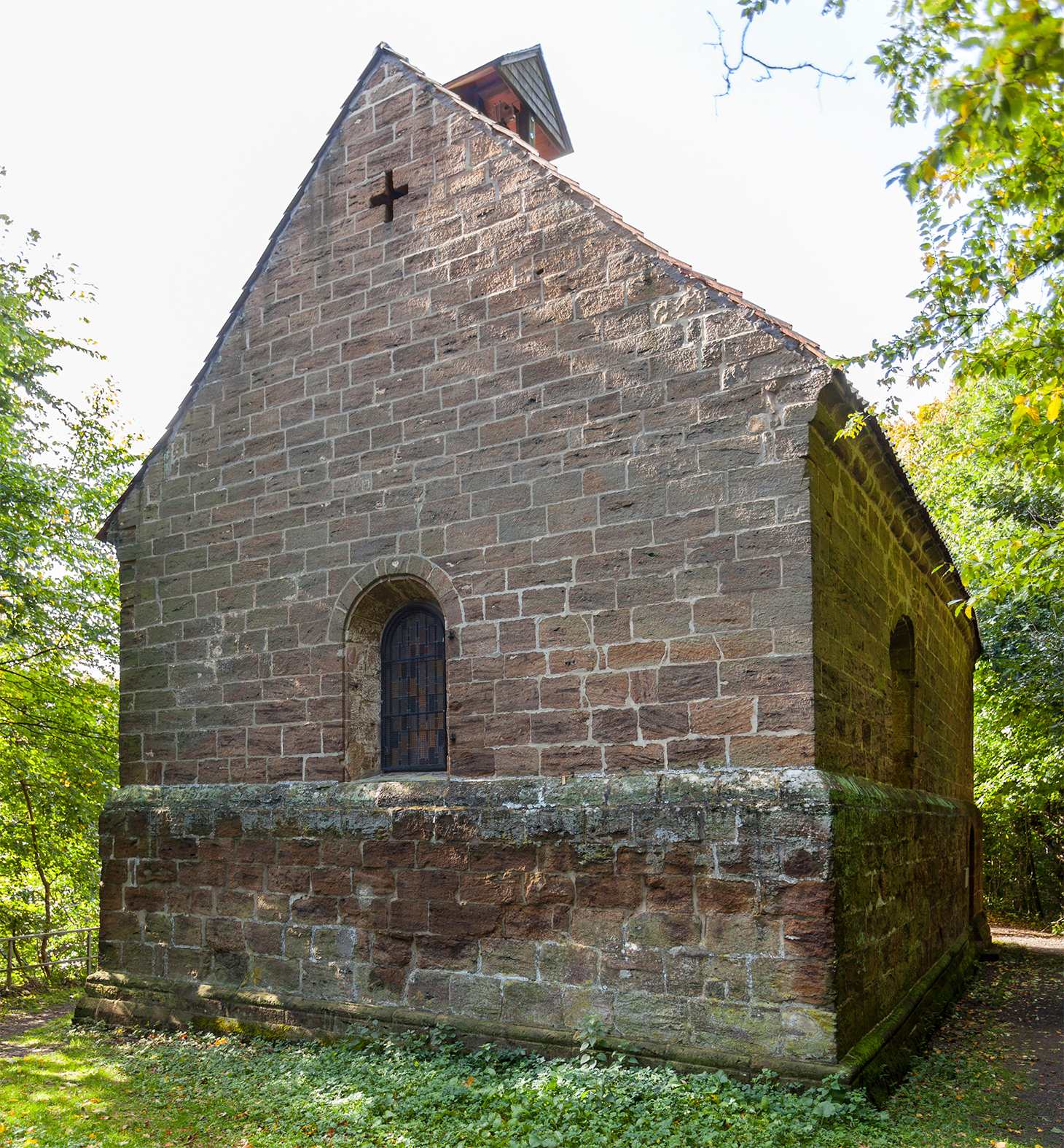
Die Magarethenkapelle 2012

Die Margarethenklus (auch Margaretenklus) ist eine Kapelle zu Ehren der heiligen Margareta von Antiochia am Wittekindsberg in Barkhausen, einem Stadtteil der ostwestfälischen Stadt Porta Westfalica. Wegen ihrer Nähe zur Wittekindsburg wird sie auch als Wittekindskapelle bezeichnet.

## Geschichte
Die genaue Bauzeit der Klus ist unbekannt, ihre erste urkundliche Erwähnung stammt aus dem Jahr 1224. Möglicherweise gehörte sie zu einem im 9. Jahrhundert von der Einsiedlerin Thetwif gegründeten und vom Mindener Bischof Milo im Jahr 992 erneuerten Benediktinerinnenkloster, das bereits um 1000 nach Minden verlegt wurde.

## Architektur

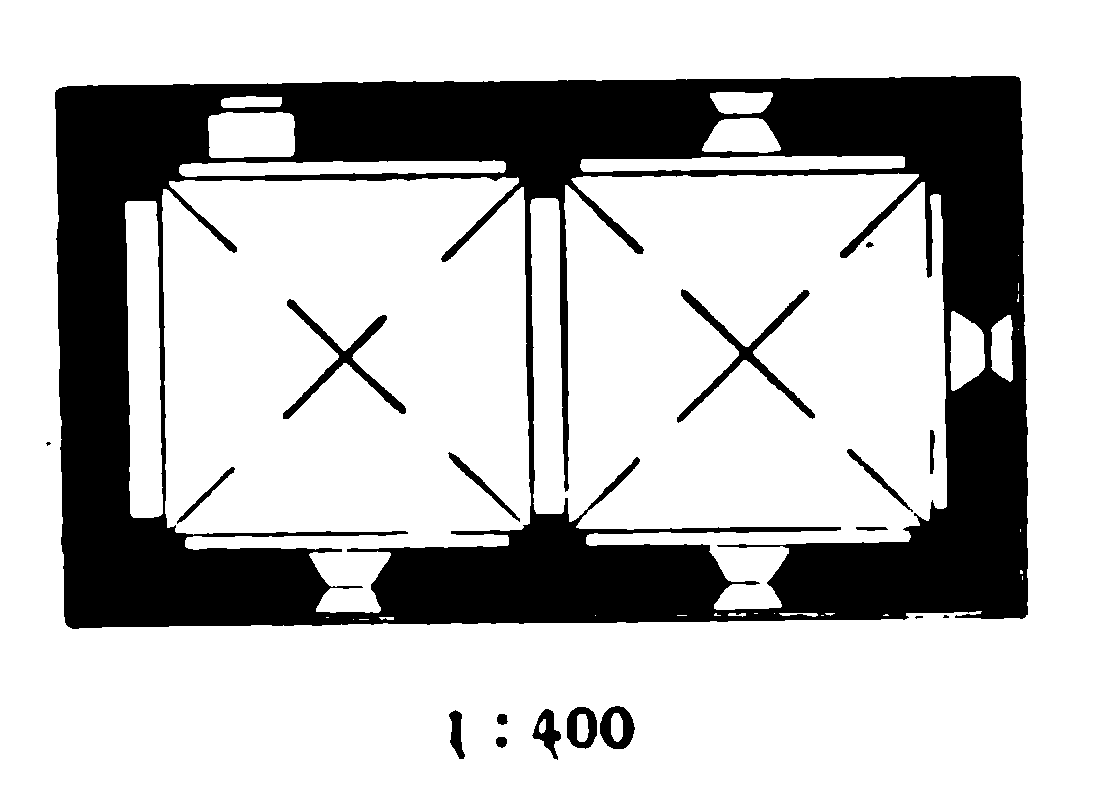
Grundriss der Magarethenkapelle

Die Kapelle ist ein zweijochiger, rechteckiger Saalbau im Stil der Romanik. In den Jochen sind kuppelartige Kreuzgratgewölbe zwischen runden Schildbögen eingezogen. Ein quer verlaufender Gurtbogen ist später hinzugefügt worden. Die Fenster sind einteilig und rundbogig. An der Nordseite befindet sich ein Eingang. Die Klus wird von einem Satteldach bedeckt.